# تغنیک
تغنیک (ارمنی: Թեղենիք) یک روستا است که در استان کوتایک کشور ارمنستان واقع شده است

## نگارخانه

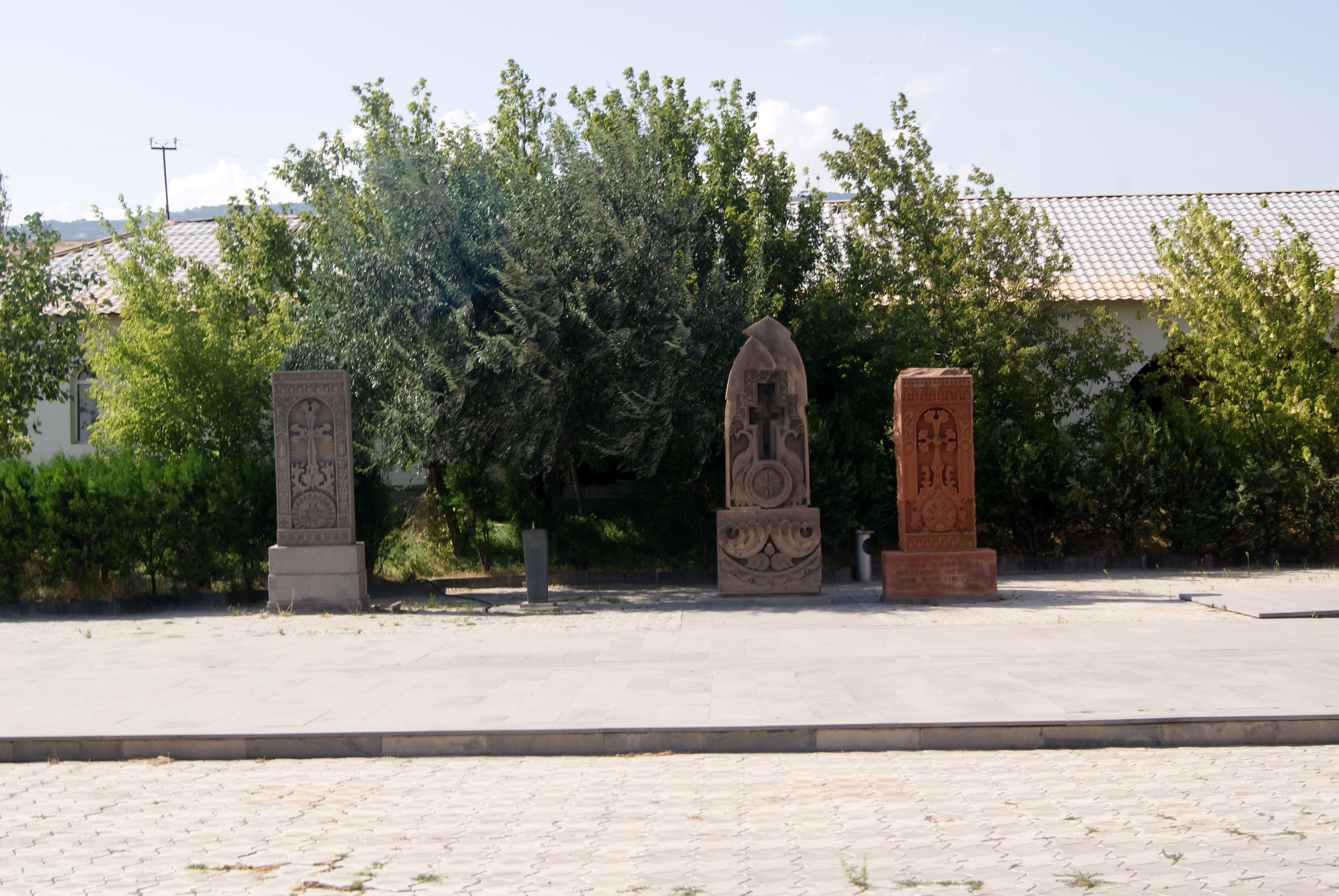
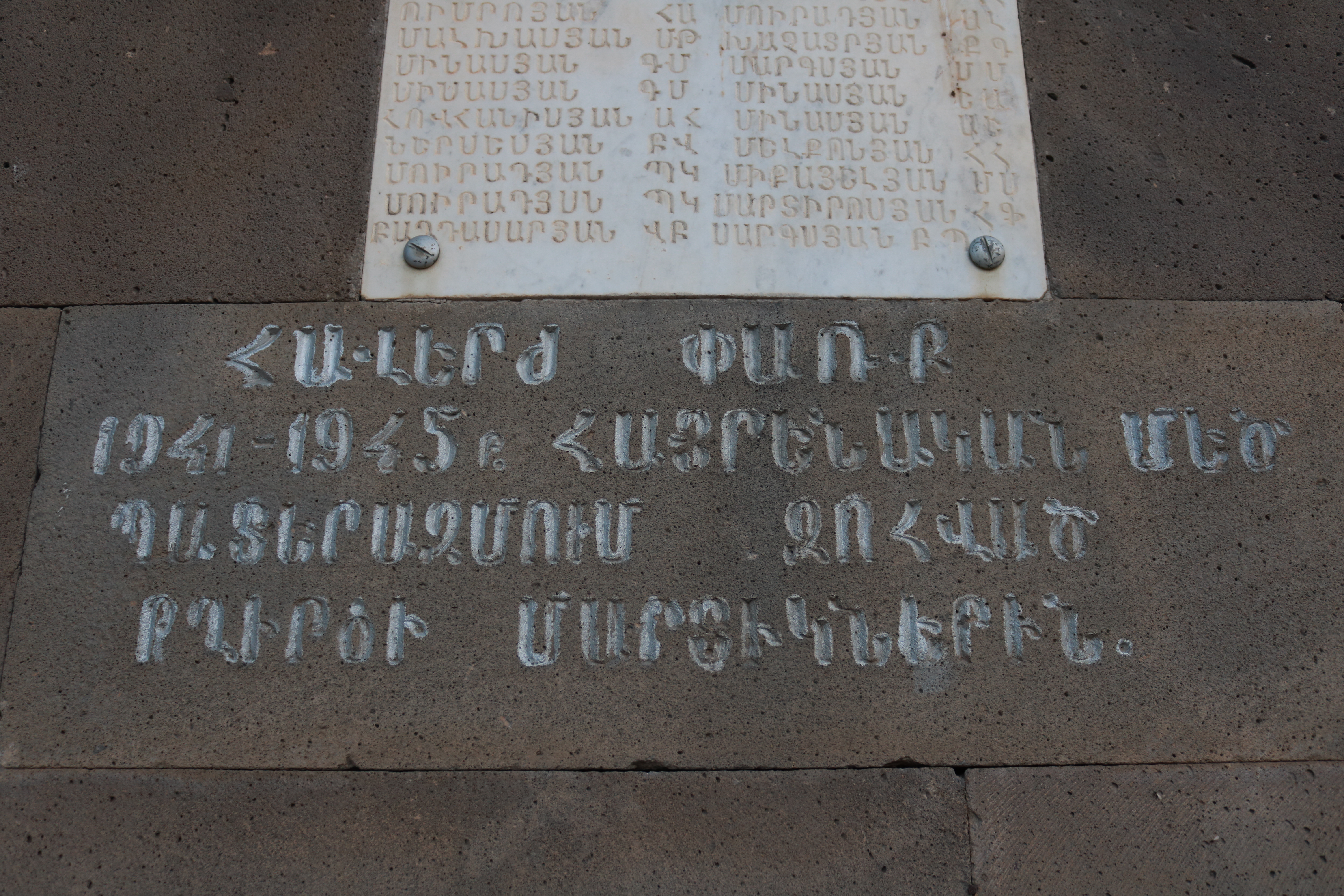
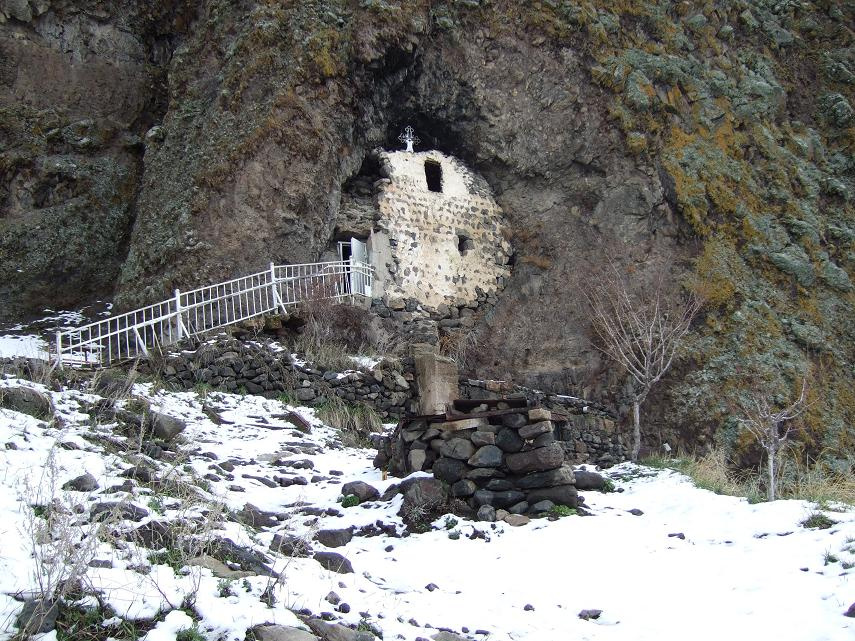